# Fruktförband
Fruktförband, även kallad sammansatt frukt, bildas av blommor som har separata pistiller men vars frukter sitter ihop. Exempel på fruktförband är mullbär, hallon, hjortron, björnbär och åkerbär.
En annan definition skiljer på fruktförband – en spridningsenhet bildad av flera blommor – och sammansatt frukt, en spridningsenhet bildad av en blommas många pistiller. Enligt det striktare systemet är fikon, mullbär och ananas fruktförband, och björnbär, hallon och jordgubbar sammansatta frukter.